# Années 10
Les années 10 couvrent les années 10 à 19.
- Pour les années 1910 à 1919, voir Années 1910.
- Pour les années 2010 à 2019, voir Années 2010.

## Événements
- 16 : bataille d'Idistaviso en Germanie.
- 17 : « Révolte des Sourcils Rouges », appuyée par les grands propriétaires fonciers en Chine.

## Personnalités significatives
- Arminius
- Artaban III
- Germanicus
- Gondopharès Ier
- Séjan
- Tacfarinas
- Tibère